# トクマ・ノベルズ
トクマ・ノベルズ（TOKUMA NOVELS）は、株式会社徳間書店が1970年代前半から発行している新書（ノベルズ）判の小説レーベル。
1974年8月創刊。
サブレーベルとして、トクマ・ノベルズEdge（TOKUMA NOVELS Edge）、トクマ・ノベルズ新伝奇（TOKUMA NOVELS 新伝奇）、トクマ・ノベルズ・ミオ（TOKUMA NOVELS MiO）がある。

## 概要

### トクマ・ノベルズ
ミステリー作品やサスペンス作品の他、ハードボイルド小説、SF小説、伝奇小説などが刊行されている。
徳間書店から発行された単行本のノベルス化や書き下ろし作品の他、同社発行の月刊小説誌「読楽」（旧「問題小説」）やSF専門誌「SF Japan」に連載された作品が収録されるケースもある。後に、徳間文庫に収録されることが多い。
カバーや奥付には、ペンと本を持ったキャラクターのイラストとTOKUMA NOVELSの文字が入っている。

#### 主な収録作家
以下の作家が主に収録されている。
- 赤川次郎 - マザコン刑事シリーズ、「夫は泥棒、妻は刑事」シリーズ
- 西村京太郎 - 十津川警部シリーズ
- 高木彬光 - 神津恭介シリーズ
- 笹沢左保 - 『さらば土曜日の北風』『闇は水曜日に訪れる』『日曜日には殺さない』『遅すぎた雨の火曜日』
- 梓林太郎 - 道原伝吉シリーズ
- 夢枕獏 - 闇狩り師シリーズ、沙門空海唐の国にて鬼と宴すシリーズ
- 木谷恭介 - 宮之原警部シリーズ
- 平井和正 - 『真幻魔大戦』シリーズ
- 筒井康隆編　- 日本SFベスト集成シリーズ
- 横田順彌編 - 戦後初期日本SFベスト集成シリーズ
- 中島河太郎編 - 日本探偵小説ベスト集成シリーズ

### トクマ・ノベルズEdge
トクマ・ノベルズのサブレーベルとして2005年4月に創刊された。創刊ラインナップを次に示す。
ファンタジー小説やSF小説などの作品収録されていた。
トクマ・ノベルズEdge新人賞の受賞作品も本レーベルから発行されていた。
- 森岡浩之『優しい煉獄』
- 榊一郎『クラック・ハウンド 聖人の条件』
- 水月郁見『護樹騎士団物語 : 螺旋の騎士よ起て！』

#### 主な収録作家
以下の作家が主に収録されている。
- 荻原規子 - 勾玉三部作
- 水月郁見 - 護樹騎士団物語シリーズ
- 麻木未穂 - 黄金の魔女が棲む森シリーズ
- 深見真 - ヤングガン・カルナバルシリーズ
- 宮村優子 - 電脳コイルシリーズ
- 宮部みゆき - ドリームバスターシリーズ
- 神楽坂淳 - 大正野球娘。シリーズ

### トクマ・ノベルズ新伝奇
トクマ・ノベルズのサブレーベルとして2004年2月に創刊された。創刊ラインナップを次に示す。
- 千秋寺亰介『怨霊記魔洞界2』『異形通天閣』
- 富樫倫太郎『陰陽寮 王都炎上篇』
- 臥竜恭介『冥王覚醒 荒巫女戦記ヒムカ』

#### 主な収録作家
以下の作家が主に収録されている。
- 鳴海丈 - 乱華八犬伝シリーズ
- 柳蒼二郎 - 元禄魔伝シリーズ
- 藤木稟 - 朱雀十五シリーズ